# Roney Villela
Pour les articles homonymes, voir Villela.
Roney Villela, né le 9 mai 1961 à Rio de Janeiro, est un acteur et metteur en scène brésilien.

## Biographie
Roney Villela naît le 9 mai 1961 à Rio de Janeiro.

## Filmographie
- 2000-2001 : O Cravo e a Rosa
- 2012 : Les Paradis artificiels (Paraísos Artificiais) de Marcos Prado
- 2013-2014 : Além do Horizonte[2].
- 2014 : Rio, I Love You
- 2015-2016 : A Regra do Jogo[2].
- 2015-2016 : Os Dez Mandamentos
- 2016-2020 : 1 Contra Todos